# 상리 공생
상리공생(相利共生, mutualism)이란 생물학에서 ‘편리공생’과 상반되는 용어로 서로 다른 종의 동물이 서로 상호 작용을 통하여 서로 이익을 주고 받는 것을 말한다. 넓은 뜻으로는 공생과 같은 뜻이다. 예로, 흰개미와 흰개미의 내장속에 사는 원생동물(원생동물이 흰개미가 먹는 섬유질을 소화시켜주고 흰개미에게서 먹이와 집을 얻는다)이 있다.
상리공생을 공생과 동의어로 알고 있지만, 실제로는 공생에는 편리공생이나 편해공생, 기생 등이 포함된다.

## 개요

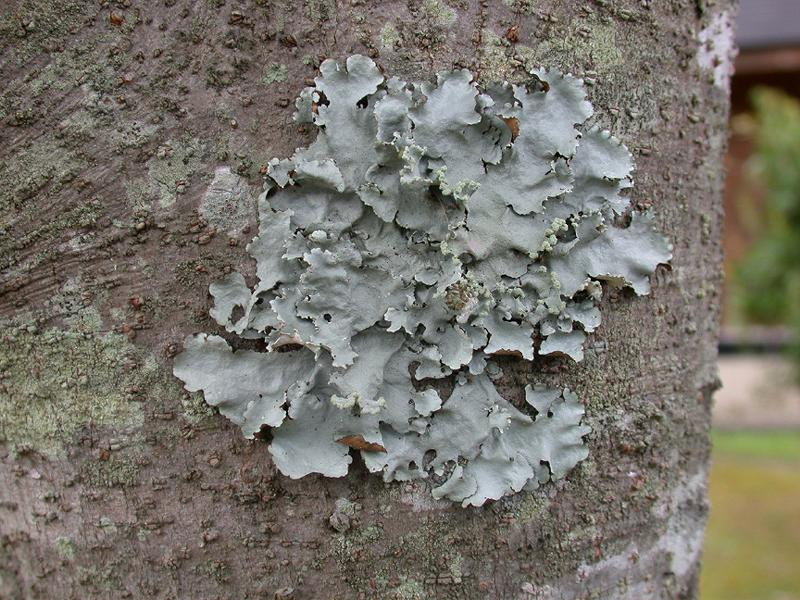
균류와 조류의 공생생물인 지의류. 이 관계는 절대적 상리공생에 해당한다.

상리공생은 종간 경쟁과 비교 할 수 있다. 종간 경쟁은 어떤 다른 종을 희생해서 이익을 위해 각 종 적응력과 종이 획득할 수 있는 이익은 상리공생과는 반대로 감소한다.
상리공생은 생태학적으로 중요한 관계이다. 예를 들어 70% 이상의 육상 식물의 뿌리에 균근균이 공생하고 있으며, 식물은 무기 화합물과 미량 원소를 균근균에서 받는 한편, 균근균은 식물에서 광합성 산물을 받고 있다. 이와 같이, 상리공생은 지구 생태계 기능에서 필수적이라고 할 수 있다.
또한 상리공생은 생물의 진화를 촉진하고 있다고 생각된다. 예를 들어, 실행 등으로 대표되는 꽃 모양은 꽃가루 매개자 모양과 행동에 따라 수분율이 올라갈 수 있도록 모양이 발전하고 또한 꽃가루를 옮기는 동물도 벌꿀 등을 얻기 쉬운 형태로 진화하여 공진화가 일어나고 있는 것으로 생각된다. 그러나 상리공생에 의한 진화의 촉진 효과는 다른 종 사이의 관계(포식 - 피식 관계와 기생 등)에 의한 개발 촉진 효과보다 작은 것으로 생각된다.。
식물과 꽃가루를 옮기는 동물의 관계와 같이, 각 개체가 얻을 수 있는 이익에 차이가 있는 관계로 각 개체가 상리공생에 의해서 얼마의 이익을 얻고 있는 지를 단순하게 측정할 수 없다. 따라서 상리공생을 생각할 때, 공생 관계가 항상 발생하는지 아닌지에 따라 전자를 "절대적 상리공생", 후자를 "조건부 상리공생"로 구별하기도 한다. 그러나 전자에 관해서는, 타종과 공생 관계없이 생존할 수 없는 경우 또는 다른 종류의 세포에 공생하지 못해 생존할 수 없는 경우 등을 포함한다.

## 같이 보기
- 공생
- 편리공생

## 참고 목록
- Boucher, D. G., James, S. & Kresler, K. (1984) The ecology of mutualism. Annual Review of Ecology and Systematics, 13: 315-347.
- Boucher, D. H. (editor) (1985) The Biology of Mutualism : Ecology and Evolution London : Croom Helm 388 p. ISBN 0-7099-3238-3